# Thomas Kingos kyrka
Thomas Kingos kyrka är en kyrka som ligger i Thomas Kingos Sogn i södra delen av centrala Odense.
Thomas Kingo själv var en dansk biskop och diktare verksam på 1600-talet.

## Kyrkobyggnaden
Kyrkan uppfördes åren 1922 till 1924 efter ritningar av arkitekt Vilhelm Petersen.
Kyrkan består av ett långhus med nord-sydlig orientering. I norr finns ett tresidigt kor och i söder finns ingången. Vid kyrkans sydöstra hörn finns ett kyrktorn. Kyrkorummet är indelat i ett mittskepp och öster om detta ett sidoskepp. Mittskeppets tak har fyra kryssvalv. Även sidoskeppet har fyra kryssvalv. En korbåge skiljer koret från övriga kyrkorummet.
Glasfönstren är gjorda av Joakim Skovgaard.

## Inventarier
- En sexkantig dopfunt av kalksten är placerad mitt i koret.
- Orgeln är med 34 stämmor tre manualer och pedal är tillverkad år 1953 av Marcussen & Søn, Åbenrå.
- Vid korbågens västra sida finns en predikstol av ek som vilar på en sockel av kalksten. Ljudtak saknas.